# Den röda grevinnan
Den röda grevinnan är en biografi av Yvonne Hirdman, utgiven av Ordfront 2010. I boken skildrar författaren sin mamma Charlotte Hirdmans historia såväl som Europas historia.
Boken tilldelades Augustpriset 2010 för årets svenska fackbok.

## Om boken
"Min mammas liv utgör en liten del av den europeiska mellankrigstidens historia. Alltid där ljuskäglan svepte fram. Ofta i mitten. Därför vill jag berätta den här historien för er."
I Den röda grevinnan skildrar Yvonne Hirdman sin mamma, Charlotte Hirdmans, liv, från hennes födsel i dagens Estland (dåvarande Tsarryssland), via flyttar till Österrike-Ungern, Berlin, Sovjetunionen, för att slutligen hamna i Hökarängen utanför Stockholm.
Boken är uppbyggd kring dagböcker, brev, skilsmässodokument, den danska säkerhetspolisens material, foton, vykort m.m.

## Priser och utmärkelser
Boken mottog Augustpriset 2010 för årets svenska fackbok. Juryns motivering löd "Genom att använda både traditionella historiska källor och privata brev, intervjuer och personliga minnen förvandlar Yvonne Hirdman sin personliga längtan efter mammas livshistoria till något allmängiltigt. Boken ger ett oförglömligt porträtt av en charmfull och begåvad kvinna och en färgstark bild av mellankrigstidens Europa."